# 愛媛県道265号卯之町停車場線
愛媛県道265号卯之町停車場線 （えひめけんどう265ごう うのまちていしゃじょうせん）は、愛媛県西予市を通る、かつて存在した一般県道である。

## 概要
西予市宇和町卯之町3丁目のJR四国予讃線 卯之町駅前から国道56号交点に至る。2018年（平成30年）4月1日愛媛県告示第249号により廃止された。

### 路線データ
- 起点：西予市宇和町卯之町3丁目（JR四国予讃線 卯之町駅前）
- 終点：西予市宇和町卯之町3丁目（卯之町駅前交差点、国道56号交点）
- 総延長：0.1 km[注釈 1][1]

## 歴史
- 1958年（昭和33年）6月27日 - 愛媛県告示第566号により路線認定。当時の整理番号は150[2]。
- 2018年（平成30年）4月1日 - 愛媛県告示第249号により廃止[3]。

## 地理

### 通過していた自治体
- 西予市

### 交差していた道路
| 交差していた道路 | 交差していた場所  | 交差していた場所        |
| ---------------- | ----------------- | ----------------------- |
| 国道56号         | 宇和町卯之町3丁目 | 卯之町駅前交差点 / 終点 |

### 沿線
- JR四国予讃線 卯之町駅
- 西予市役所